# FA Cup 1909/10
Der FA Cup 1909/10 war die 39. Austragung des The Football Association Challenge Cup (meist als FA Cup bekannt).
Der Pokalwettbewerb startete mit der Qualifikation zwischen dem 11. September 1909 und dem 13. Dezember 1909. Die Hauptrunde begann anschließend ab dem 15. Januar 1910 und endete mit den beiden Finalspielen im Crystal Palace in London am 23. April 1910 und im Goodison Park in Liverpool am 28. April 1910 vor einer Kulisse von offiziell 77.747 Zuschauern (bzw. circa 60.000 im Wiederholungsspiel). Sieger des Wettbewerbs wurde zum ersten Mal Newcastle United. Unterlegener Finalist war der FC Barnsley.

## Wettbewerb

### Erste Hauptrunde
| Datum           |                         | Ergebnis |                     |
| --------------- | ----------------------- | -------- | ------------------- |
| 15. Januar 1910 | Birmingham City         | 1:4      | Leicester Fosse     |
| 15. Januar 1910 | Blackburn Rovers        | 7:1      | Accrington Stanley  |
| 15. Januar 1910 | FC Blackpool            | 1:1      | FC Barnsley         |
| 15. Januar 1910 | Bradford City           | 4:2      | Notts County        |
| 15. Januar 1910 | Bradford Park Avenue    | 8:0      | FC Bishop Auckland  |
| 15. Januar 1910 | Brighton & Hove Albion  | 0:1      | FC Southampton      |
| 15. Januar 1910 | Bristol City            | 2:0      | FC Liverpool        |
| 15. Januar 1910 | FC Burnley              | 2:0      | Manchester United   |
| 15. Januar 1910 | FC Bury                 | 2:1      | FC Glossop          |
| 15. Januar 1910 | FC Chelsea              | 2:1      | Hull City           |
| 15. Januar 1910 | FC Chesterfield         | 0:0      | FC Fulham           |
| 15. Januar 1910 | Crystal Palace          | 1:3      | Swindon Town        |
| 15. Januar 1910 | Derby County            | 5:0      | FC Millwall         |
| 15. Januar 1910 | Gainsborough Trinity    | 1:1      | Southend United     |
| 15. Januar 1910 | Grimsby Town            | 0:2      | Bristol Rovers      |
| 15. Januar 1910 | FC Leyton               | 0:0      | New Brompton        |
| 15. Januar 1910 | FC Middlesbrough        | 1:1      | FC Everton          |
| 15. Januar 1910 | Northampton Town        | 0:0      | The Wednesday       |
| 15. Januar 1910 | Norwich City            | 0:0      | Queens Park Rangers |
| 15. Januar 1910 | Nottingham Forest       | 3:2      | Sheffield United    |
| 15. Januar 1910 | Oldham Athletic         | 1:2      | Aston Villa         |
| 15. Januar 1910 | Plymouth Argyle         | 1:1      | Tottenham Hotspur   |
| 15. Januar 1910 | FC Portsmouth           | 3:0      | Shrewsbury Town     |
| 15. Januar 1910 | Preston North End       | 1:2      | Coventry City       |
| 15. Januar 1910 | Stockport County        | 4:1      | Bolton Wanderers    |
| 15. Januar 1910 | FC Stoke                | 1:1      | Newcastle United    |
| 15. Januar 1910 | AFC Sunderland          | 1:0      | Leeds City          |
| 15. Januar 1910 | West Bromwich Albion    | 2:0      | Clapton Orient      |
| 15. Januar 1910 | West Ham United         | 1:1      | Carlisle United     |
| 15. Januar 1910 | Wolverhampton Wanderers | 5:0      | FC Reading          |
| 15. Januar 1910 | Woolwich Arsenal        | 3:0      | FC Watford          |
| 15. Januar 1910 | FC Workington           | 1:2      | Manchester City     |

#### Wiederholungsspiele
| Datum           |                     | Ergebnis |                      |
| --------------- | ------------------- | -------- | -------------------- |
| 19. Januar 1910 | FC Everton          | 5:3      | FC Middlesbrough     |
| 19. Januar 1910 | FC Fulham           | 2:1      | FC Chesterfield      |
| 19. Januar 1910 | New Brompton        | 2:2      | FC Leyton            |
| 19. Januar 1910 | Newcastle United    | 2:1      | FC Stoke             |
| 19. Januar 1910 | Queens Park Rangers | 3:0      | Norwich City         |
| 19. Januar 1910 | Southend United     | 1:0      | Gainsborough Trinity |
| 19. Januar 1910 | Tottenham Hotspur   | 7:1      | Plymouth Argyle      |
| 20. Januar 1910 | FC Barnsley         | 6:0      | FC Blackpool         |
| 20. Januar 1910 | The Wednesday       | 0:1      | Northampton Town     |
| 20. Januar 1910 | West Ham United     | 5:0      | Carlisle United      |
| 24. Januar 1910 | FC Leyton           | 1:0      | New Brompton         |

### Zweite Hauptrunde
| Datum           |                         | Ergebnis |                      |
| --------------- | ----------------------- | -------- | -------------------- |
| 5. Februar 1910 | Aston Villa             | 6:1      | Derby County         |
| 5. Februar 1910 | FC Barnsley             | 4:0      | Bristol Rovers       |
| 5. Februar 1910 | Bradford City           | 1:2      | Blackburn Rovers     |
| 5. Februar 1910 | Bristol City            | 1:1      | West Bromwich Albion |
| 5. Februar 1910 | FC Chelsea              | 0:1      | Tottenham Hotspur    |
| 5. Februar 1910 | FC Everton              | 5:0      | Woolwich Arsenal     |
| 5. Februar 1910 | Leicester Fosse         | 3:2      | FC Bury              |
| 5. Februar 1910 | Newcastle United        | 4:0      | FC Fulham            |
| 5. Februar 1910 | Northampton Town        | 0:0      | Nottingham Forest    |
| 5. Februar 1910 | FC Portsmouth           | 0:1      | Coventry City        |
| 5. Februar 1910 | FC Southampton          | 0:5      | Manchester City      |
| 5. Februar 1910 | Southend United         | 0:0      | Queens Park Rangers  |
| 5. Februar 1910 | Stockport County        | 0:2      | FC Leyton            |
| 5. Februar 1910 | AFC Sunderland          | 3:1      | Bradford Park Avenue |
| 5. Februar 1910 | Swindon Town            | 2:0      | FC Burnley           |
| 5. Februar 1910 | Wolverhampton Wanderers | 1:5      | West Ham United      |

#### Wiederholungsspiele
| Datum           |                      | Ergebnis |                  |
| --------------- | -------------------- | -------- | ---------------- |
| 9. Februar 1910 | Nottingham Forest    | 1:0      | Northampton Town |
| 9. Februar 1910 | Queens Park Rangers  | 3:2      | Southend United  |
| 9. Februar 1910 | West Bromwich Albion | 4:2      | Bristol City     |

### Dritte Hauptrunde
| Datum            |                     | Ergebnis |                      |
| ---------------- | ------------------- | -------- | -------------------- |
| 19. Februar 1910 | Aston Villa         | 1:2      | Manchester City      |
| 19. Februar 1910 | FC Barnsley         | 1:0      | West Bromwich Albion |
| 19. Februar 1910 | Coventry City       | 3:1      | Nottingham Forest    |
| 19. Februar 1910 | FC Everton          | 2:0      | AFC Sunderland       |
| 19. Februar 1910 | FC Leyton           | 0:1      | Leicester Fosse      |
| 19. Februar 1910 | Newcastle United    | 3:1      | Blackburn Rovers     |
| 19. Februar 1910 | Queens Park Rangers | 1:1      | West Ham United      |
| 19. Februar 1910 | Swindon Town        | 3:2      | Tottenham Hotspur    |

#### Wiederholungsspiel
| Datum            |                 | Ergebnis |                     |
| ---------------- | --------------- | -------- | ------------------- |
| 24. Februar 1910 | West Ham United | 0:1      | Queens Park Rangers |

### Vierte Hauptrunde
| Datum        |                  | Ergebnis |                     |
| ------------ | ---------------- | -------- | ------------------- |
| 5. März 1910 | FC Barnsley      | 1:0      | Queens Park Rangers |
| 5. März 1910 | Coventry City    | 0:2      | FC Everton          |
| 5. März 1910 | Newcastle United | 3:0      | Leicester Fosse     |
| 5. März 1910 | Swindon Town     | 2:0      | Manchester City     |

### Halbfinale
Die ersten beiden Spiele wurden am 26. März 1910 und das Wiederholungsspiel am 31. März 1910 ausgetragen.
|                  | Ergebnis |              | Ort    |
| ---------------- | -------- | ------------ | ------ |
| FC Barnsley      | 0:0      | FC Everton   | Leeds  |
| Newcastle United | 2:0      | Swindon Town | London |

#### Wiederholungsspiel
|             | Ergebnis |            | Ort        |
| ----------- | -------- | ---------- | ---------- |
| FC Barnsley | 3:0      | FC Everton | Manchester |

### Finale
| Newcastle United                                   | Newcastle United | FC Barnsley | FC Barnsley |
| -------------------------------------------------- | --- | --- | ----------- |
| Newcastle United                                   | \| Finale \| \| Samstag, 23. April 1910 in London (Crystal Palace) \| \| Ergebnis: 1:1 (0:1) \| \| Zuschauer: 77.747 \| \| Schiedsrichter: J.T. Ibbotson \| \| Spielbericht \|                 | \| Finale \| \| Samstag, 23. April 1910 in London (Crystal Palace) \| \| Ergebnis: 1:1 (0:1) \| \| Zuschauer: 77.747 \| \| Schiedsrichter: J.T. Ibbotson \| \| Spielbericht \|                  | FC Barnsley |
| Newcastle United                                   | Jimmy Lawrence – Billy McCracken, Tony Whitson – Colin Veitch, Wilf Low, Peter McWilliam – Jock Rutherford, James Howie, Albert Shepherd, Sandy Higgins, George Wilson Cheftrainer: Frank Watt | Fred Mearns – Dickie Downs, Harry Ness – Bob Glendenning, Tommy Boyle, George Utley – Wilfred Bartrop, Harry Tufnell, George Lillycrop, Ernie Gadsby, Tom Forman Cheftrainer: Arthur Fairclough | FC Barnsley |
| Newcastle United                                   | 1:1 Jock Rutherford (83.) | 0:1 Harry Tufnell (37.) | FC Barnsley |
| Finale                                             | | |             |
| Samstag, 23. April 1910 in London (Crystal Palace) | | |             |
| Ergebnis: 1:1 (0:1)                                | | |             |
| Zuschauer: 77.747                                  | | |             |
| Schiedsrichter: J.T. Ibbotson                      | | |             |
| Spielbericht                                       | | |             |

| Newcastle United                                        | Newcastle United | FC Barnsley | FC Barnsley |
| ------------------------------------------------------- | --- | --- | ----------- |
| Newcastle United                                        | \| Finale (Wiederholungsspiel) \| \| Donnerstag, 28. April 1910 in Liverpool (Goodison Park) \| \| Ergebnis: 2:0 (0:0) \| \| Zuschauer: 60.000 \| \| Schiedsrichter: J.T. Ibbotson \| \| Spielbericht \| | \| Finale (Wiederholungsspiel) \| \| Donnerstag, 28. April 1910 in Liverpool (Goodison Park) \| \| Ergebnis: 2:0 (0:0) \| \| Zuschauer: 60.000 \| \| Schiedsrichter: J.T. Ibbotson \| \| Spielbericht \| | FC Barnsley |
| Newcastle United                                        | Jimmy Lawrence – Billy McCracken, Jack Carr – Colin Veitch, Wilf Low, Peter McWilliam – Jock Rutherford, James Howie, Albert Shepherd, Sandy Higgins, George Wilson Cheftrainer: Frank Watt              | Fred Mearns – Dickie Downs, Harry Ness – Bob Glendenning, Tommy Boyle, George Utley – Wilfred Bartrop, Harry Tufnell, George Lillycrop, Ernie Gadsby, Tom Forman Cheftrainer: Arthur Fairclough          | FC Barnsley |
| Newcastle United                                        | 1:0 Albert Shepherd (52.) 2:0 Albert Shepherd (62.) | | FC Barnsley |
| Finale (Wiederholungsspiel)                             | | |             |
| Donnerstag, 28. April 1910 in Liverpool (Goodison Park) | | |             |
| Ergebnis: 2:0 (0:0)                                     | | |             |
| Zuschauer: 60.000                                       | | |             |
| Schiedsrichter: J.T. Ibbotson                           | | |             |
| Spielbericht                                            | | |             |